# Jordreform
Jordreform er en omfordeling af landbrugsareal, normalt ved at store ejendomme udstykkes, frivilligt eller tvangsmæssigt, og uddeles til ejendomsløse landarbejdere eller småbønder. Dette har været almindeligst i jordbruget, og mindre anvendt i skovbruget eller kvæg- og fårefarme.
Der findes en række historiske eksempler på jordreformer, som ofte (men ikke altid) knyttes til progressive, eller venstreorienterede politiske bevægelser. I nogle tilfælde, som i Sverige 1757–1807, var hensigten dog ikke social omfordeling af resurser, men at styrke effektiviteten i jordbruget. Både indførelsen og ophævelse af livegenskab i Europa var radikale jordreformer, med henholdsvis centralisering og fordeling af ejerskab. Videre må også den sovjetiske kollektivisering af landbruget under Stalin anses som en jordreform.

## Eksempler på jordreformer
Nedenfor nævnes nogen eksempler på jordreformer, med angivelse af reformens hovedhensigt:
- Egypten 1952 – Jordreform (omfordeling)
- Estland 1921 – Jordreform (omfordeling)
- Estland 1949 – Kollektivisering (politisk kontrol)
- Estland 1988–99 – Privatisering (omfordeling, effektivitet)
- Etiopien 1975 – Jordreform (omfordeling)
- Nicaragua 1979 – Jordreform (omfordeling)
- Rusland 1864 – Ophævelse af livegenskab
- Sovjetunionen 1917–18 – Jordreform (omfordeling)
- Sovjetunionen 1929–30 – Kollektivisering (politisk kontrol)
- Sovjetunionen 1986–89 – Privatisering (omfordeling, effektivitet)
- Sverige 1757–1806 – Storskiftet (effektivitet)
- Sverige 1807 – Enskiftet (ruralisering)
- Zimbabwe 2000-tallet – Jordreform (omfordeling, politisk kontrol)